# Massacro dei reali nepalesi
Il massacro dei reali nepalesi causò la morte di dieci membri della dinastia Shah, la famiglia regnante del Nepal, tra cui il Re Birendra e la Regina Aiswarya, i quali furono assassinati dal principe ereditario Dipendra la notte del 1º giugno 2001. Il principe, caduto in coma, divenne re per soli tre giorni. Ad oggi non è ancora chiaro come si svolsero realmente i fatti e se fu veramente il principe Dipendra a uccidere i reali. Secondo un'altra teoria, il principe stesso si suicidò e morì durante il massacro, ma le autorità decisero di incoronarlo ugualmente re per calmare la popolazione che era scesa in strada e che chiedeva spiegazioni su quanto accaduto. Il massacro innescò gli eventi che portarono all'abolizione della monarchia nel 2008.

## Storia
La famiglia reale del Nepal, come ogni casa regnante, era sempre stata estremamente chiusa alle influenze esterne. Da secoli i cugini della famiglia venivano sposati tra loro (Birendra e Aiswharya erano cugini di secondo grado); per quanto ormai poco più che effigi dell'antichità, i loro privilegi erano rimasti intatti.
Quel giorno a palazzo si stava tenendo un banchetto. Secondo i rapporti, Dipendra aveva bevuto molto, era confuso da grandi quantità di hashish e si era comportato male con un ospite, tanto che il padre, re Birendra, lo invitò a lasciare la cerimonia in corso. Dipendra, ubriaco, fu portato in camera sua dal fratello, il principe Nirajan, e dal cugino, il principe Paras.
Un'ora più tardi, Dipendra ritornò nella sala in cui si stava svolgendo il ricevimento, armato di un Heckler & Koch MP5, di un Franchi SPAS-12 e di un M16 e sparò un colpo verso il soffitto prima di rivolgere l'arma contro suo padre, re Birendra. Pochi secondi dopo, Dipendra sparò a una delle sue zie. Quando lo zio Dhirendra cercò di fermarlo, il principe gli sparò un colpo nel petto a bruciapelo. Il principe Paras subì lievi ferite, ma riuscì a salvare almeno tre reali, tra cui due bambini, nascondendoli dietro un divano.
Secondo i dettagli della relazione ufficiale rilasciata a Katmandu dal comitato formato da due membri della Corte suprema Keshab Prasad Upadhyaya, il re Birendra fece un tentativo all'ultimo minuto per sparare al figlio quando quest'ultimo iniziò a fare fuoco indiscriminatamente. Dopo essere stato ferito nel primo attacco da Dipendra, re Birendra prese la pistola calibro nove millimetri MP-5K automatica, che il principe aveva gettato prima di entrare nella sala da biliardo del palazzo per la seconda volta per sparare al monarca e agli altri. La fonte di questa descrizione è la sorella del defunto re, la principessa Shova Shahi.
Sua madre, la regina Aishwarya, che era entrata nella stanza quando furono sparati i primi colpi, lasciò il luogo in fretta, in cerca di aiuto. Aishwarya e il principe si trovarono di fronte a Dipendra nel giardino del palazzo, dove furono entrambi aggrediti fatalmente. Dipendra poi si diresse verso un piccolo ponte su un torrente che attraversa il palazzo, dove si sparò.

## Vittime del massacro

### Deceduti
- Birendra, sovrano del Nepal, padre dell'esecutore
- Aishwarya, sovrana consorte del Nepal, madre dell'esecutore
- Dipendra, principe ereditario, esecutore materiale (suicida)
- Nirajan, figlio del re, fratello dell'esecutore
- Shruti, figlia del re, sorella dell'esecutore
- Dhirendra, fratello del re (che aveva rinunciato al titolo), zio dell'esecutore
- Shanti, sorella del re, zia dell'esecutore
- Sharada, sorella del re, zia dell'esecutore
- Khadga, marito della principessa Sharada, cognato del re, zio dell'esecutore[5]
- Jayanti, cugina di primo grado del re.

### Feriti
- Gorakh Shamsher, marito della principessa Shruti, genero del re, cognato dell'esecutore (unico maschio sopravvissuto)
- Shova, sorella del re, zia dell'esecutore (che ha cercato di fermare l'assassino)
- Komal, moglie del principe Gyanendra e futura e ultima regina del Nepal, cognata del re, sorella della regina, zia dell'esecutore
- Ketaki Chester, cugina del re e sorella della principessa Jayanti (che aveva rinunciato al titolo)[6]

### Illesi
Alcuni membri della famiglia reale, seppur presenti, rimasero miracolosamente illesi:
- Paras, nipote del re, cugino dell'esecutore.
- Helen, madre della principessa Jayanti e di Ketaki Chester.
- Ratna, matrigna del re, nonna dell'esecutore.

Il principe Paras riuscì ad impietosire il cugino pronunciando «No, no, che cosa fai, ti prego, fratello». Il Principe Dipendra, che stava puntando il fucile contro il cugino, abbassò l'arma e uscì nel giardino. La regina vedova Ratna e la principessa Helen si trovavano nell'anticamera e non si accorsero inizialmente di nulla. Quando la principessa Helen disse alla regina vedova «Sparano», l'ex regina, per nulla colpita, rispose «È Dipendra, spara ai gatti e ai corvi». Le due rimasero illese in quanto il principe probabilmente si scordò della loro presenza, intento a cercare la madre.

## Conseguenze
Dipendra fu proclamato re, mentre era in coma, ma morì il successivo 4 giugno, dopo tre giorni di regno. Gyanendra venne nominato reggente per i tre giorni del coma del principe, per poi divenire re dopo il decesso del nipote.
Mentre Dipendra era ancora in vita, Gyanendra ha sostenuto che le morti erano il risultato di uno "scarico accidentale di un'arma automatica". Tuttavia, ha poi ritrattato questa affermazione a causa di "ostacoli giuridici e costituzionali", dal momento che secondo la Costituzione, e per tradizione, Dipendra non avrebbe potuto essere accusato di omicidio se fosse sopravvissuto. Un'indagine completa ha avuto poi luogo, e il principe ereditario è risultato essere responsabile dell'uccisione.
Un comitato composto da due uomini Keshav Prasad Upadhaya, Presidente della Corte Suprema e Taranath Ranabhat, presidente della Camera dei rappresentanti, ha svolto un'indagine durata una settimana sulla strage. Gli inquirenti hanno concluso, dopo aver interrogato oltre un centinaio di persone, tra cui testimoni oculari e funzionari di palazzo, le guardie e il personale, che Dipendra era l'autore del massacro. Un gran numero di critici, sia all'interno del paese che all'estero, hanno contestato il rapporto ufficiale perché molti fatti e prove riportate dalla squadra investigativa sembravano contraddittori in molti aspetti. Una stretto collaboratore di Dipendra quando fu principe disse «Lui può rinunciare al trono per amore della sua amata, ma non sarebbe mai riuscito a fare questo genere di cose».

## Voci relative alle cause del massacro
La notizia ampiamente diffusa è che il principe Dipendra era arrabbiato per una disputa matrimoniale. La scelta di Dipendra di sposare Devyani Rana, figlia di Pashupati Rana, membro della famiglia Rana, non aveva trovato consenso nella sua famiglia, essendo la dinastia Shah storicamente loro nemica. Alcuni membri del clan Rana avevano servito come primi ministri ereditari del Nepal, con il titolo di maragià, fino al 1951, e le due famiglie avevano avuto una lunga storia di matrimoni combinati fra appartenenti alle due case. Si è inoltre ipotizzato che il motivo per la controversia sulla scelta di Dipendra era che la famiglia reale era contraria che il principe ereditario sposasse qualcuno che aveva parenti in India, come Devyani. Inoltre, il fatto che la madre di Devyani Rana, Usharaje Scindia era di lignaggio reale, non era stato considerato rilevante dalla famiglia reale del Nepal. Il principe Dipendra aveva anche corteggiato Supriya Shah, che era la nipote della sorella della regina madre Ratna. La regina Aishwarya, era inizialmente contraria alla relazione a causa dei legami familiari e della sua opinione che Supriya sarebbe incompetente come regina, come suggerito da un suo aiutante.
Nel marzo 2009, in seguito alla riapertura delle indagini sul massacro reale da parte del governo nepalese, l'ex principe ereditario Paras ha dichiarato che Dipendra aveva tre ragioni per uccidere il padre:
1. l'impedimento delle nozze con Devyani;
2. l'accettazione da parte del padre della Costituzione del 1990, che Dipendra non gradiva;
3. il rifiuto del padre di avallare gli accordi per nuovi armamenti intrapresi da Dipendra e che gli avrebbero consentito una larga remunerazione da parte del fornitore.

## Risposta cerimoniale
L'11 giugno 2001, si è svolta una cerimonia indù volta ad esorcizzare e bandire lo spirito del defunto sovrano del Nepal. Un bramino, Durga Prasad Sapkota, si è travestito da Birendra a simboleggiare il defunto re, e ha guidato un elefante fuori da Katmandu portando con sé lo spirito del monarca.

## Le teorie del complotto
Molti nepalesi sono scettici riguardo al rapporto ufficiale che afferma che l'allora principe ereditario Dipendra abbia compiuto il massacro. Re Birendra e suo figlio Dipendra erano molto popolari e rispettati dalla popolazione nepalese. Successivamente, Pushpa Kamal Dahal, presidente del Partito Comunista del Nepal, in un incontro pubblico ha affermato che il massacro è stato progettato dall'agenzia di intelligence indiana RAW o della statunitense CIA. I promotori di queste idee asseriscono che Gyanendra aveva avuto un ruolo nella strage, in modo che potesse assumere il titolo di sovrano. La sua ascesa al trono sarebbe stata possibile solo se entrambi i nipoti, Dipendra e Nirajan, fossero stati eliminati. Inoltre, Gyanendra e soprattutto suo figlio, il principe Paras, erano invisi alla popolazione. Il giorno del massacro egli era a Pokhara mentre tutti gli altri reali partecipavano ad un banchetto, tra cui sua moglie Komal, il figlio Paras e la figlia Prerana. Mentre alcuni membri delle famiglie di Birendra e Dipendra vennero uccisi, nessuno della famiglia di Gyanendra è morto: suo figlio fu lievemente ferito mentre sua moglie venne colpita da un proiettile a cui è sopravvissuta.
Nonostante il fatto che due superstiti abbiano pubblicamente confermato che Dipendra era l'autore del tragico fatto, come è stato documentato in un documentario BBC, la catena degli eventi è contestata da alcuni nepalesi. Dopo che la monarchia è stata abolita, attraverso una rivolta popolare, hanno trovato credito diverse teorie volte a confutare il rapporto ufficiale, tra i quali un libro pubblicato in Nepal con il titolo Raktakunda che racconta il massacro.

## Nella cultura di massa
Il massacro è raccontato nel terzo episodio della terza stagione della serie di documentari anglo-canadese Zero Hour (inedita in Italia), sulla base di una ricostruzione dell'evento presa da testimoni oculari sopravvissuti.

## Armi utilizzate nel massacro

Fucile a canna liscia Franchi SPAS-12
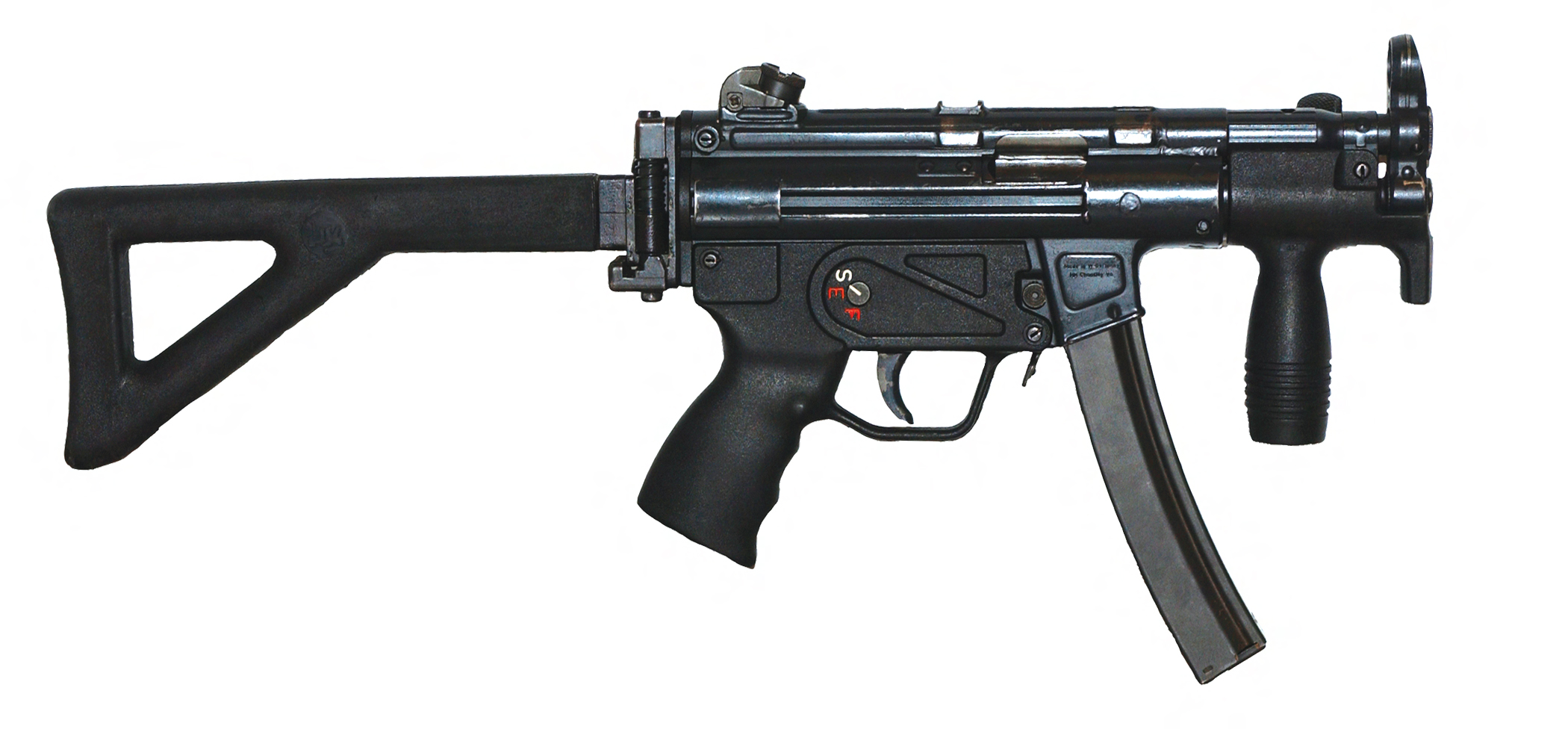
Mitragliatrice MP5K 9mm
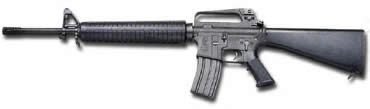
Fucile Colt M16A2
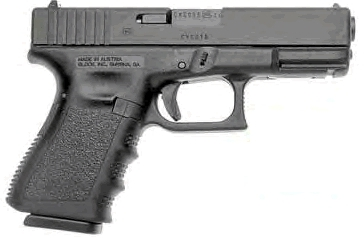
Pistola Glock 19 9mm